# Надя Младенова
Надя Младенова е заместник-министър на образованието и науката през 2022 г. в кабинета на Гълъб Донев.
Преди това е била началник на кабинета на министъра на образованието Анелия Клисарова от кабинета „Орешарски“ в периода юли 2013 г. – август 2014 г.

## Биография
Надя Младенова е родена на 26 ноември 1982 г. в София. През 2005 г. Младенова става бакалавър по нова и най-нова българска история в Софийския университет „Св. Климент Охридски“. Четири години по-късно придобива магистърска степен в Историческия факултет на СУ.
От 2009 до 2013 г. и от 2014 до 2017 г. работи като сътрудник на Илияна Йотова – депутат в Европейския парламент.
В периода 2013 – 2014 г. Надя Младенова е началник на кабинета на Анелия Клисарова, министъра на образованието и науката.
През 2017 г. става началник на кабинета на Вицепрезидента на Република България.

## Политика
Била е член на БСП – София и член на националния съвет на БСП.